# Drobytsky Yar

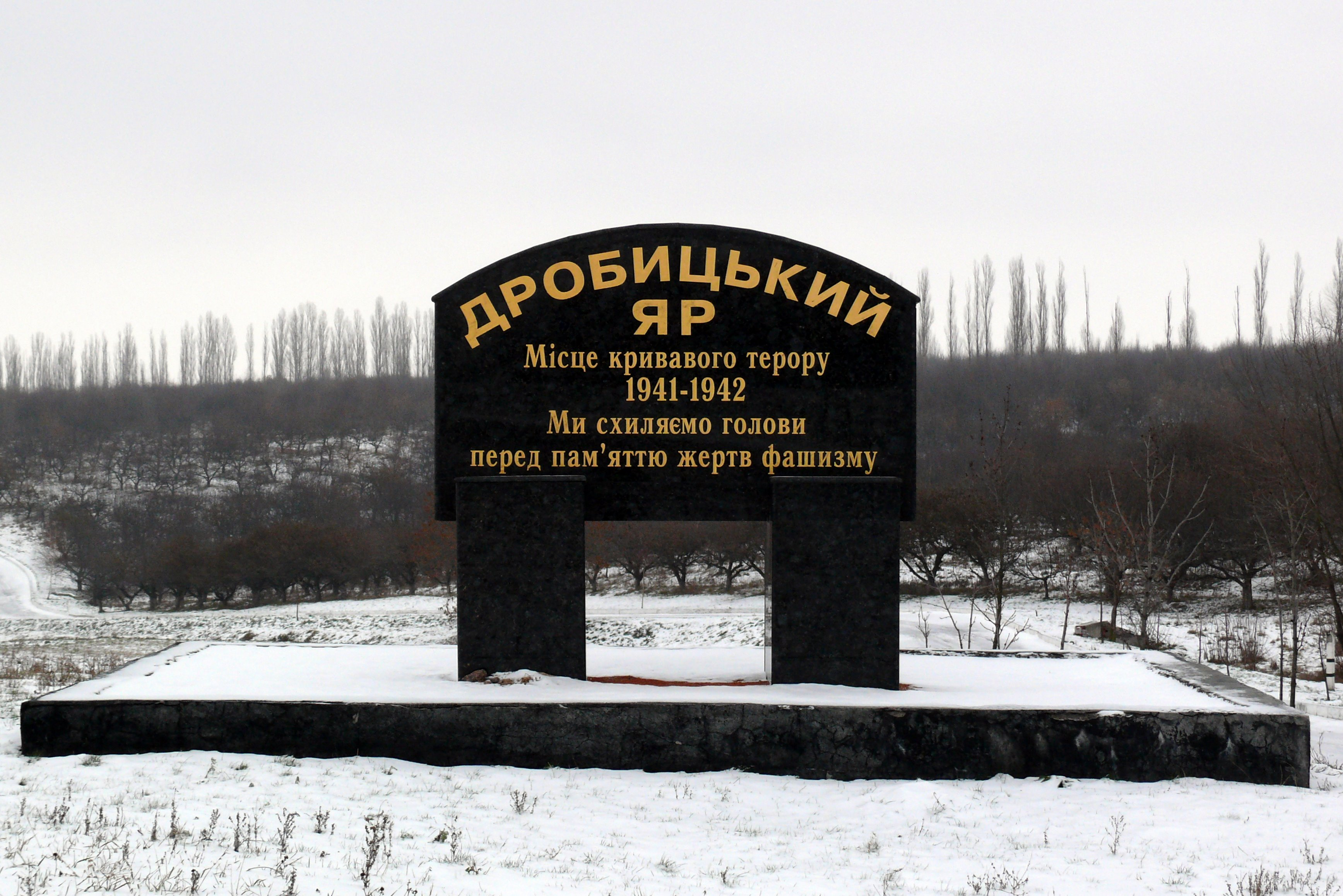
Mémorial

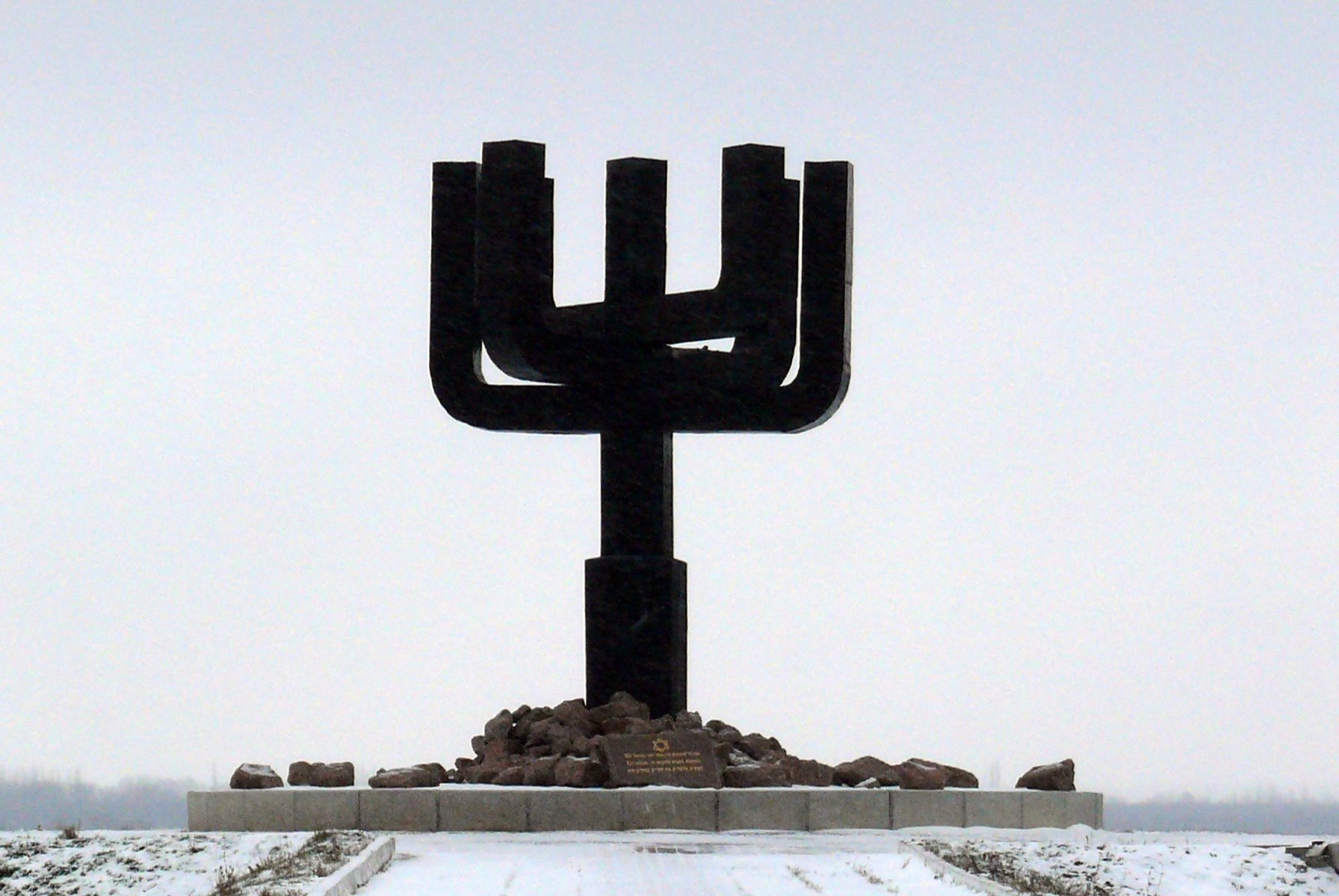
Mémorial en forme de ménorah

Drobytsky Yar est un ravin près de Kharkiv en Ukraine. En juin 1941, les troupes nazies envahissent l'Union soviétique et commencent à tuer les habitants juifs dans les semaines qui suivent. À la fin de cette période, de 16 000 à 20 000 personnes, principalement des Juifs sont assassinés après avoir été enfermées dans un ghetto. Le 15 décembre 1941, lorsque la température est de -15 degrés Celsius, environ 15 000 Juifs sont fusillés. Les enfants sont jetés vivants dans des fosses afin de ne pas gaspiller de munitions en espérant qu'ils meurent rapidement de froid.
Au début de février 1942, le ghetto a cessé d'exister car tous les habitants ont été exécutés.
Même après la liquidation du ghetto, les exécutions se poursuivent à Drobitski Yar, notamment par l'assassinat de prisonniers de guerre soviétiques et de patients des hôpitaux psychiatriques. 
Le 13 décembre 2002, le président de l'Ukraine Leonid Koutchma inaugure un mémorial sur le lieu des exécutions. Les coordonnées de ce site sont de 49°56'5.23"N et 36°26'55.36"E.
4 300 noms des victimes connues sont gravés dans une pièce souterraine du mémorial appelée la "Chambre de la tragédie".
En janvier 2002, le musée de l'holocauste de la ville de Kharkiv a ouvert ses portes et présente une exposition sur ces événements, c'est un patrimoine classé d'Ukraine sous le n° : 63-251-0082.